# جکلین امرسون
جکلین امرسون (انگلیسی: Jacqueline Emerson؛ زادهٔ ۲۱ اوت ۱۹۹۴) یک هنرپیشه، و خواننده اهل ایالات متحده آمریکا است. وی از سال ۲۰۰۶ میلادی تاکنون مشغول فعالیت بوده‌است.
از فیلم‌ها یا برنامه‌های تلویزیونی که وی در آن نقش داشته است می‌توان به عطش مبارزه و نفرین داونرز گراو اشاره کرد.